# Live in Paris (album, Seal)
Live in Paris je první živé koncertní album britského hudebníka Seala, které bylo natočeno v Olympii v Paříži. Vydání z roku 2005 bylo dvoudiskové, obsahující audio CD a DVD, které obsahovalo video záznam celého koncertu.

## Seznamy písní

### CD
1. "Crazy"
2. "Get It Together"
3. "Killer"
4. "Just Like You Said"
5. "Dreaming in Metaphors"
6. "Prayer for the Dying"
7. "Love's Divine"
8. "My Vision"
9. "Waiting for You"
10. "Kiss from a Rose"
11. "Heavenly… (Good Feeling)"
12. "Don't Cry"
13. "Bring It On"
14. "Future Love Paradise"

### DVD
1. "Crazy"
2. "Get It Together"
3. "Killer"
4. "Just Like You Said"
5. "Dreaming in Metaphors"
6. "Prayer for the Dying"
7. "Don't Make Me Wait"
8. "Whirlpool"
9. "Love's Divine"
10. "My Vision"
11. "Waiting for You"
12. "Kiss from a Rose"
13. "Heavenly… (Good Feeling)"
14. "Don't Cry"
15. "Bring It On"
16. "Future Love Paradise"
17. "Hey Joe"
18. "Deep Water"